# Nectarian
Nectarian[kilde mangler]-perioden i Månens historie strækker sig fra for 3.920 millioner år siden til for 3.850 millioner år siden. Det er i denne periode, at Mare Nectaris og andre store mare-bassiner blev dannet ved store nedslag af objekter fra rummet. Udkastninger fra Nectaris danner det øverste lag af det højland på Månen, som er tæt besat af kratere.

## Forholdet til Jordens geologiske tidslinje
Eftersom der findes meget lidt (eller intet) bevaret geologisk materiale på Jorden fra det tidsrum, som svarer til Månens Nectarian-periode, er den blevet brugt som inddeling af i det mindste et videnskabeligt værk om Jordens historie for at underopdele den uofficielle Hadal æon. Det ses af og til, at Hadal opdeles i den Kryptiske æra, Bassingruppe 1-9, Nectarian og Nedre Imbrian, selv om de to første af disse opdelinger for Månens vedkommende er uformelle og sammen udgør Præ-Nectarian.